# Aino Kuusinen
Aino Maria Turtianen (en russe Айно Андреевна («Ингрид») Куусинен), née le 5 mars 1886 à Savonranta et morte le 1er septembre 1970, épouse de l’homme politique Otto Kuusinen et plus connue comme Aino Kuusinen, est une communiste finlandaise et agente itinérante du Komintern puis du GRU en Amérique du Nord (1931-1933) et au Japon (de 1934 à 1937, elle y a collaboré avec Richard Sorge). Elle est arrêtée par le NKVD en 1938, emprisonnée à la Loubianka, puis enfermée au goulag pendant une dizaine d’années. Elle parvient à quitter l’URSS en 1965, 5 ans avant sa mort.
Son autobiographie Der Gott stürzt seine Engel (« Quand Dieu précipite ses anges ») décrit la Russie soviétique, et en particulier la vie de la nomenklatura.
Elle a eu pour pseudonymes : Mrs Morton, Elizabeth Hensson, et pour nom de code : Ingrid.

## Jeunesse
Aino passe sa jeunesse à Savonranta (une région sauvage de l’Est de la Finlande), fait de solides études d’infirmière, puis épouse en 1909 Leo Sarola, un ingénieur des chemins de fer. Le mariage n’est pas heureux.
Après l’échec de la prise du pouvoir par les communistes en Finlande (1918), les Sarola hébergent dans leur maison près d’Helsinki un révolutionnaire qu’on leur demande de cacher pour quelques jours : Otto Kuusinen. Il a cinq ans de plus qu'Aino, allait devenir professeur de philosophie, et avait été nommé commissaire à l’Éducation de l’éphémère République socialiste des travailleurs de Finlande. Il est marié à Saima Pauliina Dahlström, et a déjà six enfants nés entre 1901 et 1913 . Otto est un poète, un séducteur, il écrit à Aino, lui envoie des poèmes.
Aino décide de se séparer de son mari et d’ouvrir une clinique. Elle va suivre des cours de gestion hospitalière en Allemagne, et rencontre fortuitement Yrjö Sirola, l’ancien Premier ministre de la République socialiste finlandaise des travailleurs, alors cadre au Komintern. Sirola l’emmène à Moscou, où elle retrouve Otto Kuusinen, qui est cadre du GRU, chargé de l’espionnage dans les Pays scandinaves, et qui commence dans l’ombre de Staline une carrière politique impeccable qui va le mener dans les décennies suivantes presque au sommet de l’État soviétique.

## Entrée dans la nomenklatura
Aino épouse Otto Kuusinen en 1922, et vit avec lui d’abord à l’hôtel Lux , puis dans la magnifique « résidence des Quais », face au Kremlin, quand elle est terminée en 1931 

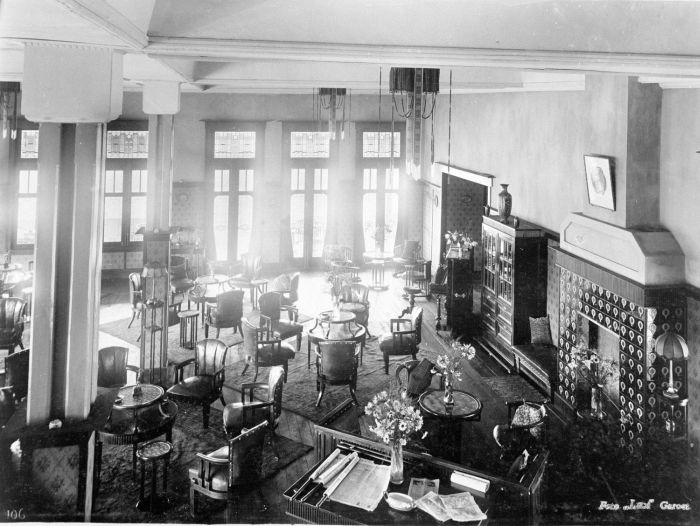
Salon d’un grand hôtel d'Europe du Nord dans l’entre-deux-guerres. L’ à Moscou était bien tenu, mais surpeuplé (surtout par les communistes allemands, après le début de 1933) et on y craignait les rats et les arrestations nocturnes.

Les Kuusinen fréquentent entre autres la famille Rykov  ; Aino rencontre Lénine en mai 1922, alors qu’il récupère de sa première attaque cérébrale, qui a entraîné une hémiplégie ; elle fait une croisière sur les rives de la mer Noire avec Staline en 1926. Le couple Kuusinen fait partie de la nomenklatura, et, loin des conséquences de la famine soviétique de 1921-1922 (comme de celles des famines soviétiques de 1931-1933), vit aisément.
En 1924, Aino a commencé à travailler pour le département de l'information du Komintern : elle est chargée d’analyser la presse scandinave et d'y trouver des renseignements politiques, économiques et techniques utiles à la Russie soviétique. Son mari, nommé secrétaire du Comité exécutif du Komintern en 1921, était de facto l’une des trois personnes dirigeant le Komintern, sous le président du Comité exécutif, Grigori Zinoviev. Zinoviev, qui en 1924, est ébranlé par l’affaire de la Письмо Зиновьева (« lettre de Zinoviev ») .
En 1925, Aino fait venir en Russie soviétique un de ses frères, un sergent de l’armée finlandaise, et le fait nommer directeur de l’école d’agriculture de Petrozavodsk, capitale de la Carélie soviétique (il sera liquidé en 1935) .

## Espionne de haut vol: États-Unis, Japon

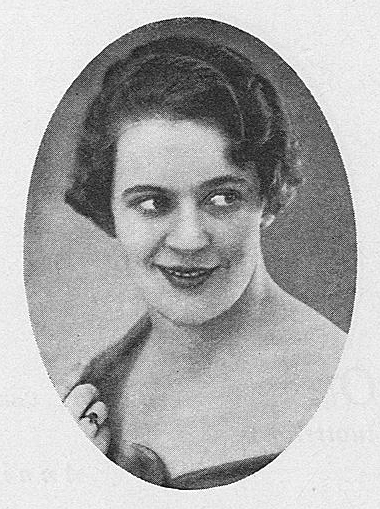
Les atouts de l'espionne mondaine : élégance, sourire enjôleur et œil aux aguets. Si l'on en croit la photo visible en deuxième de couverture de son autobiographie, Aino Kuusinen ressemblait fort à cette beauté (Aino Lohikoski, actrice, 1898–1970) photographiée au début des années 1930.

Au début des années 1930, le couple Kuusinen commence à se dissocier. Aino accepte une mission aux États-Unis proposée par Yrjö Sirola. Fin janvier 1931, elle arrive à New York sous un faux nom (Morton), avec un passeport suédois. Elle doit aplanir les différends entre le Pcusa et la puissante communauté des travailleurs finlandais immigrés, et décourager les candidats au retour en Carélie. Aino, après avoir profité des agréables conditions de vie américaines pendant deux ans et demi, revient à Moscou en juillet 1933. En octobre 1933, Arvid Jacobson (en), un espion finnois-américain qu’elle avait recruté à New York et qui était revenu en Finlande pour y opérer, est démasqué et arrêté.
À son retour à Moscou, Aino est recrutée par Ian Berzine, le chef du GRU, et envoyée en mission à Tokyo, en même temps que Richard Sorge . Sous le nom d'« Elisabeth Hansson », journaliste suédoise (et le nom de code Ingrid), elle part en 1934 via Venise et Shanghai. Sa beauté, son élégance, son polyglottisme, son intelligence et son habitude du grand monde permettent à Ingrid de s‘introduire dans les milieux qui peuvent lui fournir des renseignements : affaires, journalisme.
Fin 1937, Ian Berzine étant tombé en disgrâce, son successeur à la tête du GRU, Simon Ouritskyi, rappelle Aino à Moscou. Staline a pensé à elle pour le poste d’ambassadrice d’URSS en Norvège et Suède ; mais Aino décline l'offre, et Ouritskyi lui confie une nouvelle mission au Japon.
Déjà connue et appréciée dans la haute société japonaise et internationale de Tokyo, Aino prépare maintenant un livre en suédois (Det Leende Nippon : « Au Japon, pays du sourire ») qui doit présenter au lecteur les aspects les plus agréables et intéressants du Japon. Sous prétexte de documentation, Aino demande audience aux dirigeants du pays et éventuellement noue des relations avec eux. Mme Hansson sera ainsi reçue par les sommités du régime, en particulier l’empereur Hirohito, et elle fréquente le frère de l’empereur, le prince Yasuhito Chichibu, général de l’Armée impériale, connu pour sa germanophilie.

## Prison et goulag

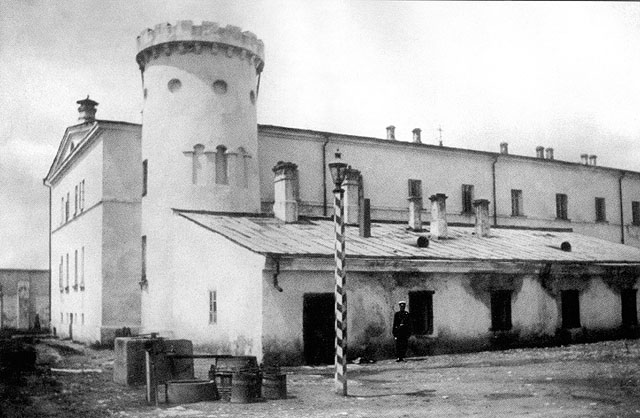
Après avoir connu les palaces de New York et Tokyo, Aino Kuusinen a été arrêtée à son luxueux appartement de l'« immeuble des quais », et enfermée à la Boutyrka (photo), puis à la Loubianka, avant d'être envoyée au goulag.

Fin novembre 1937, malgré les conseils de Richard Sorge (qui sait qu'à Moscou de très nombreux officiels du régime sont déclarés « ennemis du peuple » et disparaissent), Aino obéit à l’ordre de Semion Ouritsky et revient à Moscou.
Dans la nuit du 31 décembre 1937, Aino fête le passage à la nouvelle année avec un ami, Stanko Sapounov (le représentant de la Bulgarie au CEIC), et elle fait avec lui le vœu que 1938 soit une année moins terrible que 1937 . Le 1er janvier 1938, à 5 heures du matin, elle est arrêtée par le NKVD et enfermée à la prison de la Boutyrka, puis à la Loubianka. Elle retrouve en cellule des femmes qu’elle connaissait : des épouses de commissaires du peuple, de généraux, et aussi l’ingénieur en aéronautique Andreï Tupolev (accusé d’avoir voulu créer un « parti fasciste russe »).
Les bourreaux de Nikolaï Iejov, lors d’interrogatoires nocturnes, veulent faire avouer à Aino qu’elle a trahi, et que son mari aussi est un traître ; elle résiste. Pour briser sa volonté, on transfère Aino au centre de tortures terminales et exécutions de Lefortovo ; elle est enfermée dans une cellule contiguë d’une salle de tortures, elle entend les cris pendant la nuit (on lui dit que c'était son mari, et qu'il serait épargné si elle parlait), on lui montre deux fois des corps sanglants complètement défigurés, on approche d'elle des instruments de torture, on braque une arme sur elle : elle résiste toujours, refuse d’« avouer », et d’incriminer son mari. Les détenus se disent entre eux que la fumée qui sort d'une cheminée provient du crématoire de la cave, où on brûle les corps des suppliciés.

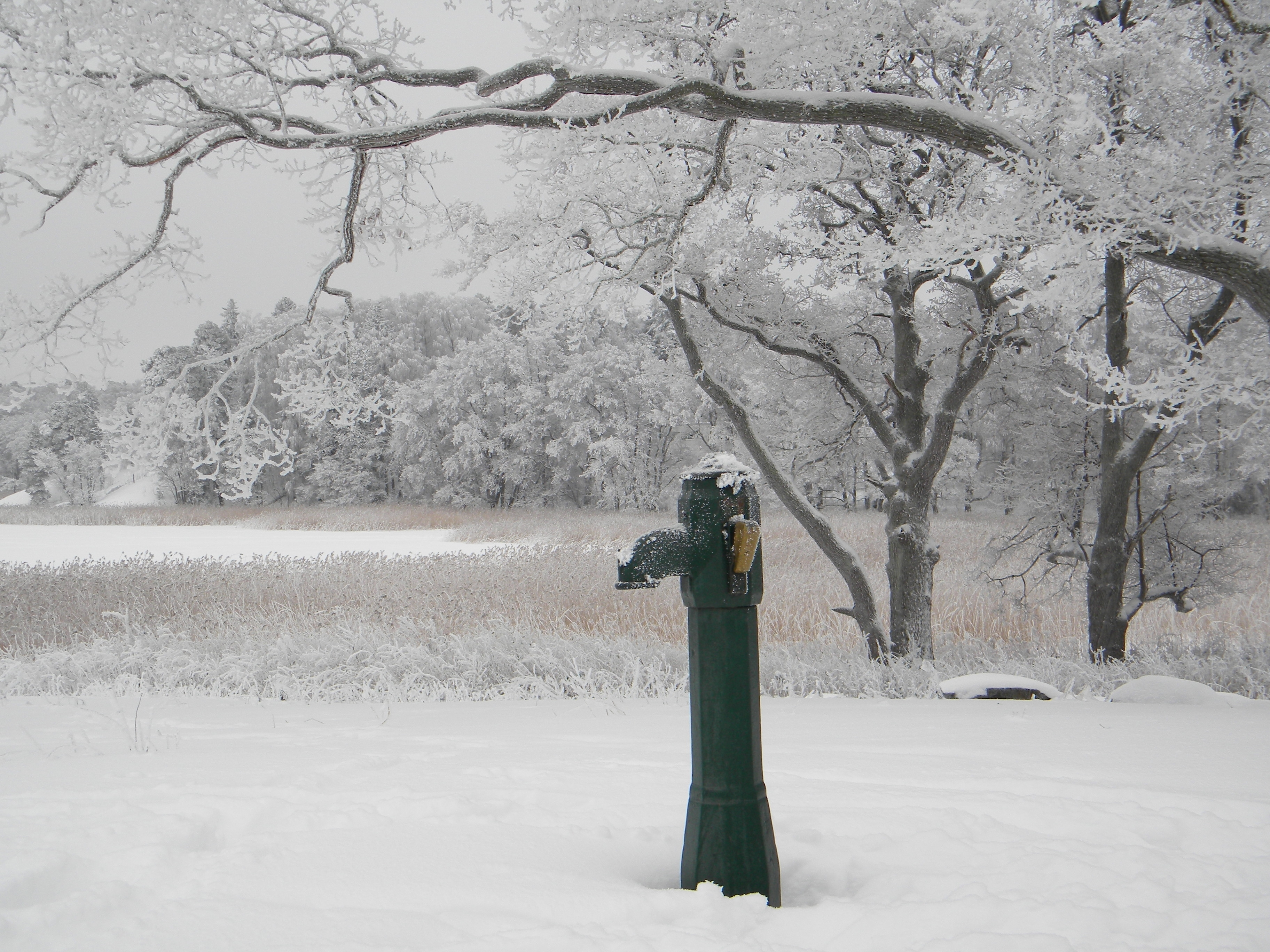
Aino Kuusinen a passé dix ans dans les camps de travail entre le Nord de l’Oural et la mer de Barents, à 1700 km au nord-est de Leningrad. Ici, 7° de latitude plus au sud que Vorkouta, l'hiver dans le parc de la villa édifiée par la célèbre cantatrice Aino Ackté à Helsinki est nettement plus clément.

En avril 1939, Aino est condamnée (sans comparution) à 9 ans de travaux forcés. Elle est envoyée dans un camp de travail minier sur l’Oussa (un affluent de la Petchora), par 66° Nord, et sert comme infirmière du dispensaire. En 1941, elle est nommée infirmière-chef, et en 1943 est mutée à l’hôpital du camp voisin de Vorkouta. Les conditions de survie des « zeks » sont épouvantables : gelures, infections, scorbut et pellagre dus à la malnutrition, accidents du travail nombreux et graves, morts « inexpliquées » (Vorkouta est surnommée « la guillotine de glace »).

## Amnistie, prison à nouveau

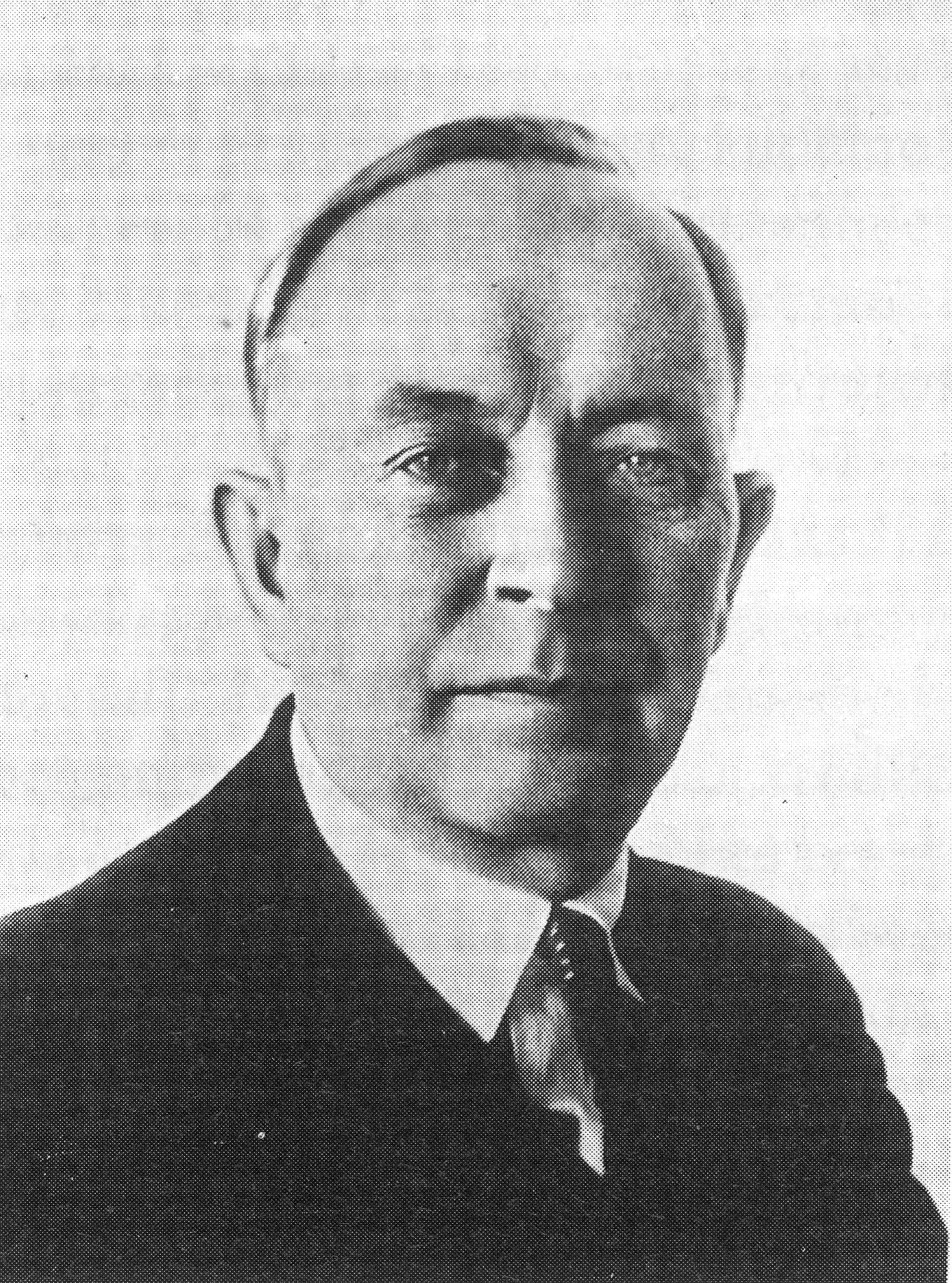
L’apparatchik Otto Kuusinen au début des années 1940.

À l’occasion de la fin de la grande guerre patriotique, Aino est amnistiée et libérée (décembre 1946). Elle refuse de revoir son mari, vivote à Rostov, Moscou, Tbilissi et dans un petit village du Kazakhstan : sans permis de séjour, elle ne peut trouver de travail fixe.
En mai 1949, elle est de nouveau arrêtée et enfermée à la Loubianka : elle s’est rendue à l’ambassade des États-Unis à Moscou pour se renseigner sur les possibilités d’émigrer. Fin 1950, elle est condamnée à nouveau à 15 ans de travaux forcés, et envoyée à Potma (à 400 km de Moscou, sur la route de Kazan).
Staline meurt le 5 mars 1953, Aino ose alors demander la révision de ses procès. La démarche est acceptée, et elle est exonérée en octobre 1955.

## Libération
Aino revient à Moscou, où le gouvernement lui concède un petit appartement et une pension. Elle ne veut pas revoir son mari, mais en 1964 accepte d’assister à ses funérailles et de jouer le rôle officiel de veuve.
Elle reçoit fin février 1965 l’autorisation de quitter la Russie (fait sans précédent pour une épouse d’apparatchik), et s’établit en Finlande. Elle voyage en Italie, écrit son autobiographie Der Gott stürzt seine Engel (« Quand Dieu précipite ses anges »), et la confie à l’éditeur Wolfgang Leonhard (qui a connu enfant les orphelinats pour fils d'« ennemis du peuple » après que sa mère a été victime de la Grande Purge).
Prudente, Aino exige de n’être publiée qu’après sa mort. Son autobiographie paraît fin 1970.

## Œuvres
- Lisbeth Hansson (pseudonyme d'Aino Kuusinen) (1936). Det Leende Nippon ("Le Japon, pays du sourire"), en suédois. Stockholms Bokindustri Aktiebolag.
- Before and after Stalin (la Russie soviétique des années 1920 à 1960) Londres 1974.  (ISBN 0-7181-1248-2)
- The Rings of Destiny (Les Ressorts du destin). En Russie soviétique de Lénine à Brejnev. William Morrow and Company, New York. 1974.  (ISBN 0-688-00306-0).
- Aino Kuusinen (1972): Der Gott Sturzt seine Engel. Herausgegeben Eingeleitet von und Wolfgang Leonhard. Fritz Molden Verlag, Vienne, Munich et Zurich  (ISBN 3-217-00448-5). (Publié en Finlande sous le titre Jumala syöksee enkelinsä ("Dieu précipite ses anges").)

## Sources
- (de)/(fi) Cet article est partiellement ou en totalité issu des articles intitulés en allemand « Aino Kuusinen » (voir la liste des auteurs) et en finnois « Aino Kuusinen » (voir la liste des auteurs).

- (ru) Cet article est partiellement ou en totalité issu de l’article de Wikipédia en russe intitulé « Куусинен, Айно Андреевна » (voir la liste des auteurs).